# Nejvyšší kontrolní úřad

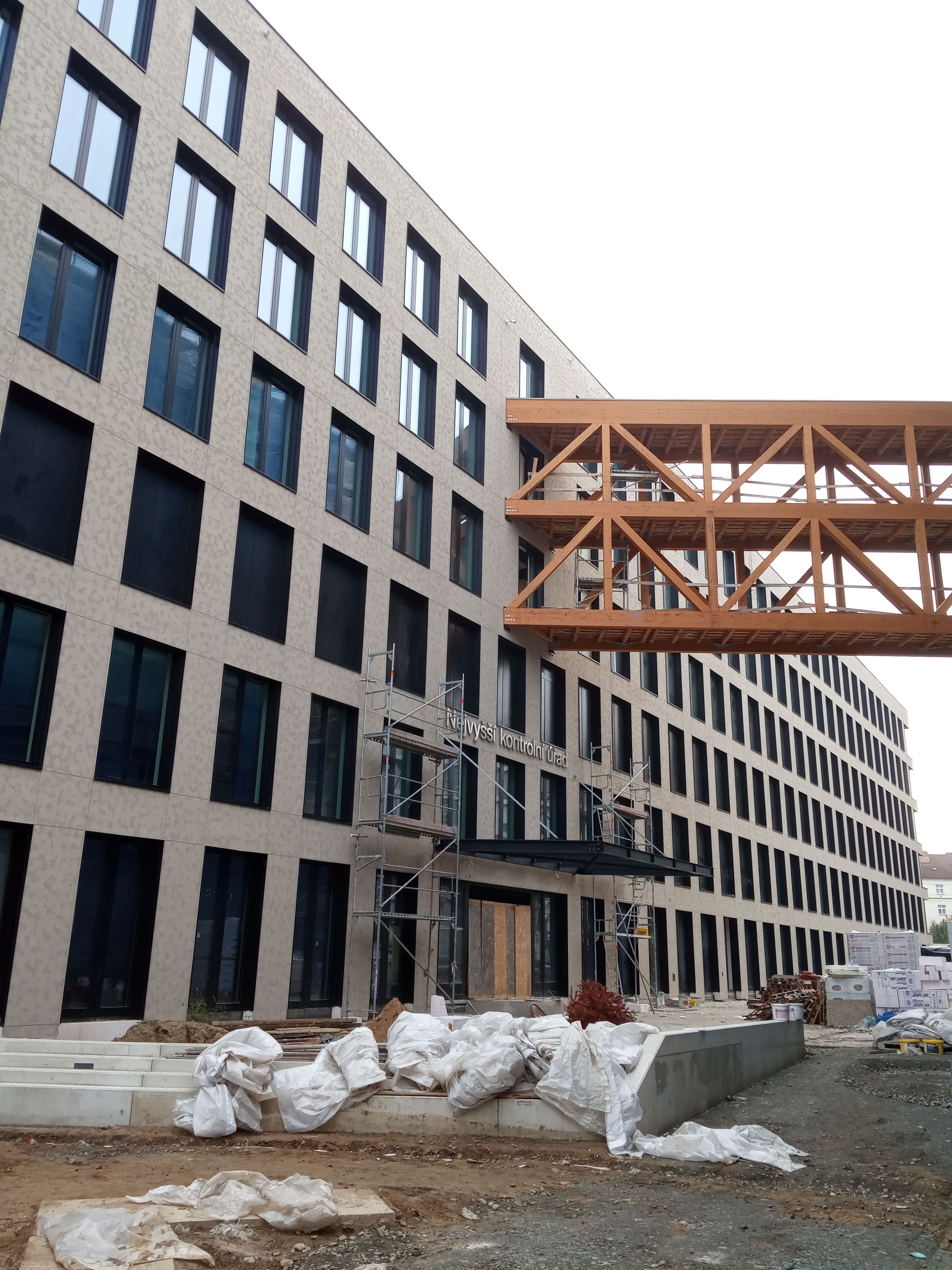
Výstavba nové budovy NKÚ v ulici Komunardů (říjen 2022)

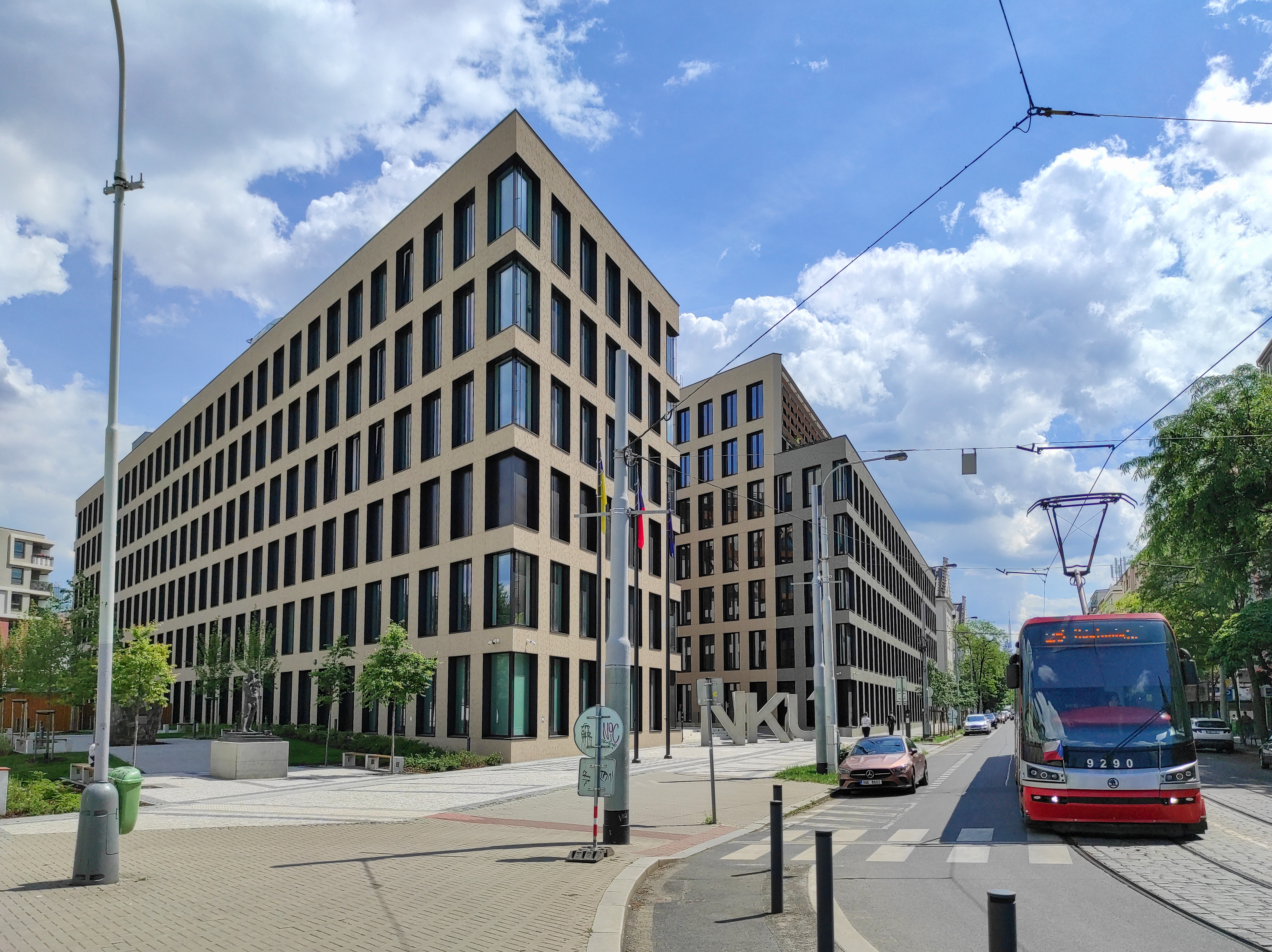
Nové sídlo Nejvyššího kontrolního úřadu, Parlamentní knihovny a Archivu Poslanecké sněmovny

Nejvyšší kontrolní úřad (NKÚ) je nezávislý orgán České republiky, který vykonává kontrolu hospodaření se státním majetkem a plnění státního rozpočtu. Byl zřízen po osamostatnění České republiky v roce 1993. V letech 1990–1992 existovalo Federální ministerstvo kontroly a republiková ministerstva kontroly pro Českou a Slovenskou republiku a bylo připravováno obnovení Nejvyššího kontrolního úřadu, navazujícího na tradici prvorepublikového Nejvyššího účetního kontrolního úřadu.
NKÚ je obecně upraven v Ústavě v samostatné hlavě páté (tedy mimo moc soudní, výkonnou a zákonodárnou), proto někdy bývá označován za „čtvrtý pilíř demokracie“ jako zárodek možné moci kontrolní. Postavení, působnost, organizační strukturu a další podrobnosti stanovuje zákon č. 166/1993 Sb., o Nejvyšším kontrolním úřadu, ve znění pozdějších předpisů.

## Sídlo a budovy
Úřad sídlil v letech 2006–2023 v budově Tokovo v Praze-Holešovicích, u Libeňského mostu a holešovického přístavu. Nájemní smlouva mu měla skončit v březnu 2012. Skupina PPF údajně za pronájem budovy a související služby inkasuje od Nejvyššího kontrolního úřadu asi 80 milionů korun ročně, vlastníci Petr Kellner a Jiří Šmejc však odmítli zveřejnit, kolik odvádějí na daních, protože prý jejich příjmy nepocházejí z obchodu se státem.
NKÚ vydal v lednu 2011 tiskové prohlášení, že prezident NKÚ na základě opčního práva a na základě dlouhodobě trvajících jednání s Vládní dislokační komisí prodloužil nájem budovy Tokovo o 1,5 roku, tedy do září 2013, přičemž roční nájemné vychází z aktuální výše základního nájemného 44,15 mil. Kč za rok. Pro potřeby NKÚ je zde pronajato 9842 m² kancelářských a ostatních ploch, 393 m² skladů a 75 parkovacích stání.
Poslanci kritizovali prezidenta NKÚ Františka Dohnala za to, že situaci neřešil. Ten se hájil tím, že nájem je jedinou možností, protože stát není schopný nabídnout úřadu žádnou svou budovu a výstavba a vybavení nové budovy by podle analýzy od firmy Knight Frank stály dohromady až 810 milionů korun.
V usnesení kontrolního výboru z 20. ledna 2011 se ale podle serveru Česká pozice konstatuje, že společnost Knight Frank byla ve střetu zájmů, protože zprostředkovává pronájem zbylých volných ploch v budově Tokovo. Policie sjednávání nájmu prošetřovala pro podezření z trestného činu porušení povinnosti při správě cizího majetku a případ odložila s tím, že se o tento trestný čin nejedná, státní zástupce pro Prahu 7 rozhodnutí policie akceptoval.
Od 20. června 2023 sídlí úřad v nově postaveném sídle na adrese Komunardů 1634/44 v pražských Holešovicích.

## Organizace úřadu
Mezi orgány NKÚ patří prezident, viceprezident, kolegium, senáty a Kárná komora Úřadu. Vnitřní pořádek upravuje organizační řád, jednací řády Kolegia, senátů a kárný řád.
V čele NKÚ stojí prezident, kterého spolu s viceprezidentem jmenuje na návrh Poslanecké sněmovny prezident republiky na 9 let; toto jmenování nepodléhá kontrasignaci vlády. Prvním prezidentem byl Lubomír Voleník, poté František Dohnal. V březnu 2013 vybrala Poslanecká sněmovna za kandidáta na prezidenta NKÚ Miloslava Kalu, který byl 22. března 2013 do této funkce jmenován prezidentem republiky. Po vypršení svého prvního mandátu byl do čela NKÚ opět zvolen, druhé období mu započalo 6. dubna 2022.
Kolegium Úřadu tvoří prezident, viceprezident a 15 členů Úřadu. Členy volí Poslanecká sněmovna na návrh prezidenta Úřadu. Jsou voleni bez časového omezení, jejich funkce zaniká:
- doručením rezignace Poslanecké sněmovně,
- dosažením věku 65 let,
- odvoláním Poslaneckou sněmovnou na základě rozhodnutí Kárné komory NKÚ,
- právní mocí rozsudku, jímž byl člen omezen ve svéprávnosti nebo odsouzen pro úmyslný trestný čin.

Členové Nejvyššího kontrolního úřadu skládají do rukou prezidenta republiky (prezident a viceprezident) či do rukou předsedy Poslanecké sněmovny (ostatní) tento slib: „Slibuji věrnost České republice. Slibuji, že budu zachovávat její Ústavu a zákony. Slibuji na svou čest, že budu svoji funkci vykonávat nezávisle a nestranně a nezneužiji svého postavení.“

### Seznam prezidentů Nejvyššího kontrolního úřadu
- Lubomír Voleník (6. července 1993 – 7. července 2002 a 17. října 2002 – 5. června 2003)
- František Dohnal (4. listopadu 2005 – 20. února 2012)
- Miloslav Kala (22. března 2013 – 22. března 2022 a od 6. dubna 2022)

### Kolegium Nejvyššího kontrolního úřadu

#### Prezident
Miloslav Kala (od 6. dubna 2022)

#### Viceprezident
Jan Málek (od 20. června 2023)

#### Členové Kolegia
- Adolf Beznoska (od 14. března 2017)
- Pavel Hrnčíř (od 11. prosince 2009)
- Jiří Kalivoda (od 17. září 1993)
- Jan Kinšt (od 25. ledna 2018)
- Vladimír Koníček (od 4. prosince 2018)
- Stanislav Koucký (od 8. října 2020)
- Josef Kubíček (od 10. června 2014)
- Petr Neuvirt (od 21. prosince 2010)
- Daniel Reisiegel (od 30. dubna 2010)
- Radek Rychnovský (od 20. září 2023)
- Roman Sklenák (od 17. září 2021)
- Ladislava Slancová (od 26. září 2024)
- Jan Stárek (od 4. června 2015)
- Jaromíra Steidlová (od 16. listopadu 2006)
- Michal Šmucr (od 10. června 2020)

## Činnost
NKÚ pracuje buď v Kolegiu, nebo senátech složených ze tří a více členů Úřadu. V působnosti NKÚ je kontrola:
- hospodaření se státním majetkem a finančními prostředky vybíranými na základě zákona ve prospěch právnických osob s výjimkou prostředků vybíraných obcemi nebo kraji v jejich samostatné působnosti
- státní závěrečný účet ČR,
- plnění státního rozpočtu státu,
- hospodaření s prostředky poskytnutými státu ze zahraničí a s prostředky, za něž převzal stát záruky,
- vydávání a umořování státních cenných papírů,
- zadávání státních zakázek,
- hospodaření České národní banky v oblasti výdajů na pořízení majetku a výdajů na provoz České národní banky
- hlavním úkolem NKÚ je poskytovat zpětnou vazbu o reálném využívání prostředků státního rozpočtu a pracké naplňování strategických veřejných politik.

NKÚ nekontroluje organizace jako je Česká televize, veřejné vysoké školy či výzkumné instituce.